# 史書華
史書華（1984年8月24日—），又稱「盾牌牙醫」，是一位臺灣的牙醫，積極參與社會運動，因在2014年參與太陽花學運期間組織醫療支援團體而廣為人知。
史書華自稱無政黨背景，主張臺灣應建立堅定的民主與主權共識，並強調防範中國共產黨對台統戰滲透。史書華關注台灣年輕世代對中國統戰手段之警覺性，並強調「心防」為防統戰滲透的核心。他提出「台派共識」概念，認為無論政黨立場，皆應共同維護台灣的民主、言論自由與主權。他對「台派」的定義為，凡認同台灣這片土地、捍衛國家不受外力侵害者皆屬之。

## 職業生涯
史書華為執業牙醫師，擁有個人牙醫診所，亦擔任環球美學牙醫診所顧問，並積極參與醫療衛教、法律、政治、行銷等多領域活動。

### 公共參與
2014年，史書華參與太陽花學運，並在運動期間「太陽花醫療團」，提供醫療支援服務。此後，他持續關注臺灣民主、人權及兩岸關係等議題，並於2014年赴香港聲援雨傘運動，期間發表演說，因而有媒體與評論認為其可能列名於中華人民共和國政府所謂的「黑名單」上。史書華曾表示，此舉造成個人生活層面之影響，並指控中方透過滲透手段蒐集其個人資料。
2024年間，史書華參與推動多項民意代表的罷免案，擔任罷免國民黨立委葉元之案的領銜人。他表示，參與罷免行動的目的在於推動憲政體制正常化，並強調不追求個人名利。他曾公開承諾不參與補選，強調相關活動目標為重建民主機制，並反對對其發起人身攻擊。
2024年9月1日，史書華在美國紐約法拉盛台灣會館舉行講座，演說中提及中共透過統戰與輿論滲透方式，試圖削弱台灣社會對民主制度的信任與共識，並呼籲台灣年輕世代應提升心防意識、維護民主自由。他主張，凝聚支持台灣主權的「台派」共識需以團結、主權認同與民主價值為核心，以對抗中國的統戰策略。
此外，史書華亦是罷免中國國民黨立法委員葉元之行動的發起人之一。針對中華人民共和國國台辦設立「台獨打手」舉報專欄，史書華被列為其中11人之一；他對此表示「感謝肯定」，並稱「有共不辱、愧對父母」。
他在參與民眾黨活動期間，現場推動罷免連署，引起民眾黨人士不滿，學者李忠憲評論其舉動為「挑釁且無助於擴大支持」。

## 爭議

### 婚姻與外遇
史書華與前妻郭月庭離婚後，2025年被前妻郭月庭控告與已婚語言治療師張偉倩有婚外情，並提起侵害配偶權之訴。前妻公開相關對話記錄並提起侵害配偶權訴訟，法院根據對話紀錄與相關證據，認定兩人之互動逾越一般社交界線，並判決張偉倩應賠償前妻新台幣20萬元。史書華則於家事調解中與郭約定互不追究侵權責任。
事件公開後，史書華對外致歉，但表示部分對話內容與判決書所載不符，並非其與張偉倩之真實對話，並指控其前妻曾對他施以語言暴力與家暴。他指控其前妻施以語言暴力及長期接觸特定中國宗教組織，意識形態影響家庭決策。其前妻則反駁相關指控，批評其轉移焦點。

### 商標侵權事件
2023年，史書華舉辦OMEGA名錶團購活動，遭OMEGA瑞士原廠指控未經授權使用商標，並誤導消費者。智慧財產及商業法院判決史書華須賠償原廠新臺幣50萬元，並禁止其繼續侵害商標權。

### 誹謗訴訟
史書華曾指控臺大金山分院急診室主任劉立仁於時代力量黨員大會上發表歧視性言論。法院認為其言論未經合理查證，構成加重誹謗罪，判處拘役60日。

### 器官買賣影射事件
書華先生曾發出一張關於「中國器官移植」的圖文，其中影射台灣兩間醫院（北醫和宜蘭羅東博愛醫院），引起了部分人對台灣醫療體系的疑慮。史書華曾指控國民黨立委陳玉珍等人提案修改《離島建設條例》，旨在引進中國醫師，遭國民黨團駁斥並提告加重誹謗。國民黨澄清修法目的為引進「國際醫師」，並未涉及中國籍醫師。